# قتبانية (لغة)

رقيم مكتوب باللغة القتبانية

اللغة القتبانية هي لغة مملكة قتبان (قامت في اليمن في محافظة شبوة في حوالي النصف الثاني من الألفية الأولى قبل الميلاد )